# Ruslan Panteleymonov
Ruslan Panteleymonov (Járkov, 6 de mayo de 1983-13 de septiembre de 2022) fue un deportista británico de origen ucraniano que compitió en gimnasia artística.
Ganó una medalla de oro en el Campeonato Europeo de Gimnasia Artística de 2012, en la prueba por equipos.
Después de retirarse de la competición, trabajó como entrenador de gimnasia para el equipo olímpico de saltos de la Federación Británica de Natación.

## Palmarés internacional
| Campeonato Europeo | Campeonato Europeo    | Campeonato Europeo | Campeonato Europeo   |
| Año                | Lugar                 | Medalla            | Prueba               |
| ------------------ | --------------------- | ------------------ | -------------------- |
| 2012               | Montpellier (Francia) | Medalla de oro     | Concurso por equipos |